# Malcolm Svensson
Per Malcolm Svensson (ur. 25 października 1885 w Kulltorp, zm. 19 marca 1961) – szwedzki lekkoatleta.

## Kariera
Na Letnich Igrzyskach Olimpijskich 1920 wystąpił w dwóch konkurencjach – w finale rzutu młotem zajął 4. miejsce, natomiast w finale rzutu ciężarem uplasował się na 5. miejscu.